# Одисеја (филм из 1911)
Одисеја (итал. L'Odissea) је италијански неми филм из 1911. године, заснован на истоименом Хомеровом епу. Филм је настао у контексту Светске изложбе у Торину 1911. године, поводом 50. годишњице уједињења Италије, где је било покренуто филмско такмичење за уметничке, научне и образовне филмове.
Објављен 1912. године у Сједињеним Америчким Државама, филм је у стручном часопису The Moving Picture World дочекан с одобравањем — проглашен је као почетак „нове епохе у историји филма као фабрике образовања”.

## Радња
Филм прати путовање Одисеја који покушава да се врати кући на Итаку након Тројанског рата. Након што се укрца са својим људима, Одисеј се суочава са низом митских и опасних препрека. Прво се суочавају са киклопом Полифемом, кога Одисеј ослепљује како би побегли из његове пећине. Настављајући пут, он пролази поред смртоносних Сирена, као и чудовишта Сциле и Харибде. Након што изгуби све своје људе и преживи године искушења, Одисеј се коначно враћа на Итаку, прерушен уз помоћ богиње Атине. Тамо побеђује просце који су окупирали његов дом и поново се среће са верном супругом Пенелопом и сином Телемахом.

## Улоге
| Глумац                 | Улога    |
| ---------------------- | -------- |
| Ђузепе де Лигуоро      | Одисеј   |
| Еуђенија Тетони        | Пенелопа |
| Убалдо Марија дел Коле |          |

## Пријем
Лист London City Nights је навео да је филм „био занимљив за гледање: еквивалент летњем блокбастеру из 1911. године и прилика да се прошлост оживи на два начина — прво кроз приказ старе Грчке, а друго кроз сам филм као историјски текст.”